# Чулалонгкорн
Чулалонгкорн, он же Рама V (тайск. พระบาทสมเด็จพระจุลจอมเกล้าเจ้าอยู่หัว; 20 сентября 1853 — 23 октября 1910) — пятый король Раттанакосина с 1868 по 1910. Из династии Чакри.
Чулалонгкорна считают одним из самых великих королей Сиама. Сиамцы того времени знали его как Пхра Пхутта Чао Луанг (พระพุทธเจ้าหลวง — Королевский Будда). Правление характеризуется модернизацией Сиама и реформой правительства, социальными реформами и территориальным сопротивлением Британской империи и Французскому Индокитаю. Основал Университет Маха Чулалонгкорн, старейший буддийский университет Таиланда.
В условиях угрозы западной экспансии политика и действия Чулалонгкорна спасли Сиам от колонизации. Все его реформы были посвящены сохранению Сиама в условиях наступления западного колониализма, так что Чулалонгкорн получил эпитет Пхра Пия Махарадж (พระปิยมหาราช — Великий Любимый Король).
При нём был введён тайский солнечный календарь.
Рама V был первым монархом, покинувшим Таиланд, с XVII века. Он отправил большинство своих сыновей учиться в Европу.

## Ранние годы
Король Чулалонгкорн родился 20 сентября 1853 года в семье короля Монгкута и королевы Дебсириндры и получил имя Чулалонгкорн. Король Монгкут дал своему сыну всестороннее образование, включая обучение у европейских наставников, таких как Анна Леонуэнс. В соответствии с королевской традицией, в 1866 году он стал монахом-послушником на шесть месяцев в Ват Бовоннивет Вихара. В 1867 году он вернулся к светской жизни.
В 1867 году король Монгкут возглавил экспедицию на Малайский полуостров к югу от города Хуа Хин, для проверки своих расчетов солнечного затмения 18 августа 1868 года. И отец, и сын заболели малярией. Монгкут умер 1 октября 1868 года. Предполагая, что 15-летний Чулалонгкорн тоже умирает, король Монгкут на смертном одре написал: «Мой брат, мой сын, мой внук, кто бы вы ни были все высшие должностные лица должны спасти нашу страну и выбирайте по своему усмотрению, кто унаследует мой трон». Си Суриявонг, самый влиятельный правительственный чиновник того времени, руководил престолонаследием Чулалонгкорна и его собственным назначением регентом. Первая коронация состоялась 11 ноября 1868 года. Здоровье Чулалонгкорна улучшилось, и его начали обучать государственным делам.
Молодой Чулалонгкорн был страстным реформатором. Он посетил Сингапур и Яву в 1870 году и Британскую Индию в 1872 году, чтобы изучать управление британскими колониями. Он совершил поездку по административным центрам Калькутты, Дели, Бомбея и обратно в Калькутту в начале 1872 года. Это путешествие стало источником его более поздних идей по модернизации Сиама. Он был коронован как Рама V 16 ноября 1873 года  .
В качестве регента Си Суриявонг пользовался большим влиянием. Си Суриявонг продолжил дела короля Монгкута: он руководил рытьем нескольких важных кхлонгов, таких как Падунг Крунгкасем и Дамнеун Садуак, а также мощением дорог, таких как Чароен Крунг и Силом. Он также был покровителем тайской литературы и исполнительского искусства.

## Начало правления

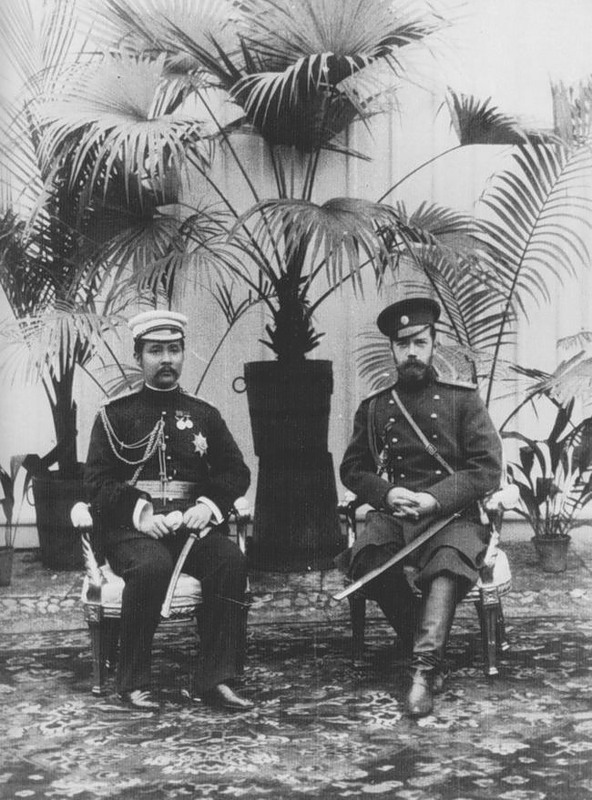
Чулалонгкорн вместе с Николаем II в Петергофе во время своего первого Великого турне, 1897 год

В конце своего регентства Си Суриявонг был возведен в ранг Сомдет Чао Пхрайя — это наивысший титул, которого мог достичь дворянин. Си Сурьявонгсе был самым могущественным дворянином XIX века. Его семья, Буннаг, была влиятельной семьей персидского происхождения, которая доминировала в сиамской политике со времен правления Рамы I.
Первая реформа Чулалонгкорна заключалась в создании «Зрительного зала» (тайск. หอ รัษฎากร พิพัฒน์), единолично ответственного за сбор налогов, чтобы заменить коррумпированных сборщиков налогов. Поскольку сборщики налогов находились под эгидой различных дворян и, таким образом, являлись источником их богатства, эта реформа вызвала большой переполох среди знати, особенно в «Переднем дворце». Со времен короля Монгкута «Передний дворец» был эквивалентом «второго короля», на который выделялась треть национального дохода. Известно, что принц Вичаичан из Переднего дворца был в дружеских отношениях со многими британцами в то время, когда Британская империя считалась врагом Сиама.
9 мая 1874 года Чулалонгкорн учредил Государственный совет как законодательный орган и тайный совет как свой личный консультативный совет, основанный наподобие британского тайного совета. Члены совета назначались монархом.

### Кризис Переднего дворца
В ночь на 28 декабря 1874 года у порохового склада и газового завода в главном дворце вспыхнул пожар. Вооруженные солдаты Переднего дворца быстро прибыли на место «для оказания помощи в тушении пожара». Им было отказано во входе, и пожар был потушен. Инцидент продемонстрировал значительную власть, которой обладали аристократы и королевские родственники, оставив королю небольшую власть. Уменьшение власти дворянства стало одним из главных мотивов Чулалонгкорна в реформировании феодальной политики Сиама.
Когда принц Вичаичан умер в 1885 году, Чулалонгкорн воспользовался возможностью, чтобы упразднить Передний дворец и создал титул «Наследного принца Сиама» в соответствии с западными обычаями. Сын Чулалонгкорна, принц Маха Ваджирунхис, был назначен первым наследным принцем Сиама, хотя он никогда не правил. В 1895 году, когда принц умер от брюшного тифа в возрасте 16 лет, ему наследовал его сводный брат Вачиравуд, который тогда учился в школе-интернате в Англии.

### Вторжение хо
Со времен правления короля Монгкута, в северных лаосских землях, граничащих с Китаем, укрылись повстанцы восстания тайпинов. Этих китайцев звали Хо и бандитами, которые грабили деревни. В 1875 году Чулалонгкорн послал войска, чтобы сокрушить Хо, которые опустошали селения до Вьентьяна. Однако, в 1885 году они встретили сильное сопротивление китайцев и отступили к Исану. Бангкок послал новые, модернизированные силы, которые были разделены на две группы, приближаясь к силам Хо со стороны Чианг Кама и Пичаи. Хо разбежались, а некоторые бежали во Вьетнам. Сиамские армии приступили к уничтожению оставшиеся силы Хо. В городе Нонгкхай находятся мемориалы погибших сиамских солдат.

### Третья англо-бирманская война
Пока британская армия боролась с бирманской династией Конбаун, Сиам оставался нейтральным. У Великобритании были соглашения с правительством Бангкока, в которых говорилось, что, если британцы будут в конфликте с Бирмой, Сиам отправит продовольствие британской армии. Чулалонгкорн выполнил соглашение. Британцы думали, что он пошлет армию, чтобы помочь победить бирманцев, но Чулалонгкорн этого не сделал.

### Военно-политические реформы
Освободившись от Переднего дворца и китайских восстаний, Чулалонгкорн инициировал реформы по модернизации и централизации. 5 августа 1887 года он основал Королевскую военную академию Чулачомклао, где офицеры обучались по западной программе. Его модернизированные силы предоставили в распоряжении короля гораздо больше власти для централизации страны.
Правительство Сиама практически не менялось с XV века. Центральное правительство возглавляли Самуха Найок (т.е. премьер-министр), который контролировал северные части Сиама, и Самуха Калахом (т.е. великий полководец), который контролировал южный Сиам как в гражданских, так и в военных делах. Самуха Найок возглавлял Чату Садомбх (т.е. Четыре Столпа). Обязанности каждого столпа дублировались и были неоднозначными. В 1888 году Чулалонгкорн перешел к созданию правительства министерств. С самого начала министры были членами королевской семьи. Министерства были созданы в 1892 году, при этом все министерства имели равный статус. Изначально было создано 12 министерств.
Государственный совет оказался неспособным наложить вето на законопроекты или дать совет королю, потому что его члены считали Чулалонгкорна абсолютным монархом, намного выше своего положения. В 1894 году Чулалонгкорн полностью распустил совет и передал консультативные функции кабинету.
Чулалонгкорн отменил традиционные методы пыток Накорн Бала в судебном процессе, которые считались бесчеловечными и варварскими в глазах Запада, и ввел западный судебный кодекс. Его бельгийский советник Густав Ролен-Жакмэн сыграл большую роль в развитии современного сиамского права и его судебной системы.

### Призывы к демократии
Чулалонгкорн был первым сиамским королем, который отправил принцев королевской семьи в Европу для получения образования. В Европе XIX века процветал национализм, и звучали призывы к большей свободе. На принцев оказали влияние либеральные представления о демократии и выборах, с которыми они столкнулись в таких республиках, как Франция, и конституционных монархиях, таких как Великобритания.
В 1884 году (103 год эры Раттанакосин) сиамские власти в Лондоне и Париже предупредили Чулалонгкорна об угрозах со стороны европейского колониализма. Они посоветовали, чтобы Сиам был реформирован, как Япония при Мэйдзи, и что Сиам должен стать конституционной монархией. Чулалонгкорн возразил, заявив, что для конституционной монархии время еще не пришло и что он сам проводит реформы.
Во время правления Чулалонгкорна писатели с радикальными идеями впервые опубликовали свои произведения. Наиболее заметными из них были Тхианван Ваннафо, который провел в тюрьме 17 лет (с 1882 по 1898 гг.), и написал много работ, критикующих традиционное сиамское общество.

## Конфликт сфранцузским Индокитаем
В 1863 году король Камбоджи Нородом I был вынужден поставить свою страну под защиту Франции. Передача Камбоджи была официально оформлена в 1867 году. Однако Внутренняя Камбоджа (как ее называют в Сиаме), состоящая из Баттамбанга, Сиемреапа и Срисопона, оставалась сиамским владением. Это была первая из многих территориальных уступок.
В 1887 году из Вьетнама и Камбоджи образовался Французский Индокитай. В 1888 году французские войска вторглись в северный Лаос, чтобы поработить повстанцев Хео. Однако, французские войска и не собирались уходить из занятых территории; они потребовали уступить им больше лаосских земель. В 1893 году Огюст Пави, французский вице-консул Луангпхабанга, потребовал уступить все лаосские земли к востоку от реки Меконг. Сиам был возмущен этим требованием, что привело к франко-сиамской войне 1893 года.
Французская канонерская лодка «Le Lutin» вошла в Чаупхрая и встала на якорь возле французского консульства, приготовившись атаковать. В Лаосе наблюдались боевые действия. «Inconstant» и «Comete» подверглись нападению в Чаупхрая, и французы предъявили ультиматум Сиаму: компенсация в размере трех миллионов франков, а также уступка и уход из Лаоса. Сиам ультиматум не принял. Затем французские войска блокировали Сиамский залив и заняли Чантхабури и Трат. Король Чулалонгкорн послал Густава Ролен-Жакмэна на переговоры. В конечном итоге вопрос был решен с уступкой Лаоса в 1893 году, но французские войска в Чантхабури и Трате отказались уйти.
Уступка обширных лаосских земель сильно деморализовало моральный дух Чулалонгкорна. Сиамский монарх осознал важность сохранения военно-морского флота и в 1898 году основал Королевскую военно-морскую академию.
Несмотря на уступки сиамцев, французские армии продолжали оккупацию Чантхабури и Трата в течение еще 10 лет. В 1903 году стороны достигли соглашение: французские войска должны были покинуть Чантхабури, но продолжали удерживать побережье от Трата до Кахконга. В 1906 году было достигнуто окончательное соглашение. Трат был возвращен Сиаму, но французы сохранили Кахконг и получили контроль над Внутренней Камбоджей.
Видя всю серьезность значения ведения активной внешней политики, король Чулалонгкорн посетил ряд государств Европы в 1897 году. Он был первым сиамским монархом, который сделал это. Рама V желал признания Сиама со стороны европейских государств в качестве полностью независимой державы. Во время своего путешествия по Европе, Чулалонгкорн назначил свою супругу королеву Саовабха Бонгшри регентом Сиама.

## Реформы
Сиам состоял из сети городов в соответствии с системой Мандалы, кодифицированной королем Боромотрайлоканатом в 1454 году, и местные правители были обязаны подчиняться Бангкоку. Каждый город сохранял значительную степень автономии, поскольку Сиам был не «государством», а «сетью» городов-государств. С подъемом европейского колониализма была введена западная концепция государственного и территориального деления. Он должен был четко определить, какие земли были «сиамскими», а какие – «чужими». Примером может служить конфликт с французами 1893 года.

### Районы Сукхафибана
Санитарные районы Сукхафибана (тайск. สุขาภิบาล) были первыми суб-автономными образованиями, созданными в Таиланде. Первый из них был создан в Бангкоке по королевскому указу Чулалонгкорна в 1897 году. Во время своего европейского турне в начале 1897 года он узнал о санитарных районах Англии и захотел опробовать эту местную административную единицу в своей столице. Данный указ был отменен после смерти короля Рамы V.

### Система Монтон
Благодаря опыту, полученному во время путешествия в британские колонии и по предложению принца Дамронг Ратчанубаба, король Чулалонгкорн в 1897 году установил иерархическую систему Монтон, состоявшую из провинции, города, ампхе, тамбона и мубана (деревни) в порядке убывания (хотя целый Монтон восточной провинции внутренняя Камбоджа была передана французам в 1906 году). За каждым Монтоном наблюдал интендант Министерства внутренних дел. Это имело большое влияние, так как положило конец власти всех местных династий. Центральная власть теперь распространялась по всей стране через администрацию интендантов. Например, государства Ланнатай на севере (включая Королевство Чиангмай, княжества Лампанг, Лампхун, Нан и Пхрэ, притоки Бангкока) были разделены на два Монтона без учета существования королей Ланнатай.
Местные правители не хотели добровольно уступать власть. В 1901 году вспыхнули три восстания: восстание нгео в Пхрэ, восстание святого человека в 1901–1902 гг. в Исане и восстание семи султанов на юге. Все эти восстания были подавлены в 1902 году, когда правители города лишились власти и заключены в тюрьму.

### Отмена повинностей и рабства
В 1518 году король Сукхотаи Раматхибоди II установил систему феодальных повинностей, после чего жизнь сиамских простолюдинов и рабов стала строго регулироваться правительством. Все сиамские простолюдины (тайск. Пхрай – ไพร่) подпадали под действие барщины. Каждый мужчина в момент своего совершеннолетия должен был зарегистрироваться в правительственном бюро, департаменте или при дворе ведущего члена королевской семьи, называемом Кром (กรม), как Пхрай Луанг (ไพร่หลวง) или под властью дворянина (Мун Най или Чао Кхун Мун Най; มูล นาย หรือ เจ้าขุนมูลนาย) как Пхрай Сом (ไพร่สม). Пхрай должен был служить государю или господину три месяца в году. Пхрай Суай (ไพร่ส่วย) были теми, кто мог платить натурой (скот) вместо службы. Тех, кто был призван на военную службу, звали Пхрай Тахан (ไพร่ ทหาร).
Чулалонгкорн был наиболее известен тем, что при нём было окончательно отменено рабство. Рама V внимательно следил за развитием событий в США, где после кровопролитной гражданской войны было отменено рабство, поэтому, чтобы предотвратить аналогичную кровавую бойню в Сиаме, к политике отмены рабства Чулалонгкорн приступил с осторожностью. Те, кто оказался не в состоянии жить самостоятельно, продавались в рабство богатым дворянам. Точно так же, когда по человек не мог погасить долг, заемщик становился рабом кредитора. Если долг был погашен, раб снова обретал свободу.
Однако те, чьи родители были домашними рабами (ทาส ใน เรือนเบี้ย), должны были быть рабами навсегда, потому что их цена выкупа была чрезвычайно высока.
Из-за экономических условий люди в больших количествах продавали себя в рабство. В 1867 году они составляли треть сиамского населения. В 1874 году Чулалонгкорн принял закон, который снизил выкупную цену домашних рабов, родившихся в 1867 году, и освободил их всех, когда им исполнился 21 год.
У недавно освобожденных рабов было время, чтобы устроиться фермерами или торговцами, чтобы они не оставались без работы. «Закон об отмене рабства» 1905 года положил конец рабству в Сиаме во всех его формах. На реверсе банкнот 100 бат, напечатанной в память о столетии со дня кончины Рамы V-го (2005 г.), изображен Чулалонгкорн в военной форме, отменяющий традиции рабства.
Традиционная барщинная система пришла в упадок после заключения договора Бауринга, что привело к появлению нового класса наемных рабочих, не регулируемых правительством, в то время как многие дворяне продолжали господствовать над большим количеством Пхрай Сом. Чулалонгкорну требовался более эффективный контроль над рабочей силой, чтобы уничтожить власть знати. После введения системы «Монтон», Чулалонгкорн ввел перепись для подсчета всех мужчин, доступных правительству. «Закон о занятости» 1900 года требовал, чтобы все работники получали зарплату, а не заставляли их работать.

### Создание современной армии
В 1887 году король Чулалонгкорн создал министерство обороны. Прекращение барщинной системы потребовало введения воинской повинности, таким образом, был принят «Закон о воинской повинности» 1905 года. За этим в 1907 году последовал первый акт, предусматривающий введение военного положения, которое семь лет спустя было изменено на современный лад его сыном и преемником, королем Вачиравудом.

### Вопрос о земельной собственности
Королевский департамент геодезии Таиланда, группа специальных служб Королевских вооруженных сил Таиланда, занимался кадастровой съемкой, занимавшаяся обследованием конкретных земельных участков для определения права собственности на регистрацию земли и справедливого налогообложения. Свидетельства о праве собственности на землю выдавались с использованием системы правового титула Торренса, хотя первые результаты этого исследования были получены только в 1901 году.

### Запрет «земного поклона»
В 1873 году правительственная газета опубликовала объявление об отмене земного поклона. В нем король Чулалонгкорн заявил: «Практика земного поклона в Сиаме является жестокой и репрессивной. Подчиненных заставляли падать ниц… Я не вижу, как практика земного поклона принесет какую-либо пользу для Сиама. Отныне подчиненным будет разрешено встать с колен… Такого рода практика является источником угнетения, поэтому я хочу его упразднить». Газета указала, что «Отныне сиамцам разрешено вставать перед сановниками. В знак уважения сиамцы могут вместо этого поклониться. Поклон будет рассматриваться как новая форма выражения уважения».

### Гражданские работы
Строительство железных дорог в Сиаме имело политическую мотивацию: правительство хотело соединить всю страну, чтобы лучше контролировать ее. В 1901 году была открыта первая железная дорога из Бангкока в Корат. В том же году была введена в эксплуатацию первая электростанция, а электрические фонари впервые осветили дороги.

### Отношения с Британской империей
Сиамские власти осуществляли существенный контроль над малайскими султанатами со времён Королевства Аютия. Султаны искали поддержки у британцев в качестве противовеса сиамскому влиянию. В 1909 году был подписан англо-сиамский договор. Четыре султаната (Кедах, Келантан, Тренгану и Перлис) попали под британское влияние; в обмен сиамцы получили права и ссуду на строительство железных дорог в южном Сиаме.